# Список депутатов Государственной думы Российской империи от Гродненской губернии
Государственная дума Российской империи — законосовещательное, позже — законодательное, учреждение Российской империи. Дума являлась нижней палатой парламента, верхней палатой был Государственный совет Российской империи. Всего было 4 созыва Государственной думы.
От Гродненской губернии в состав думы выбиралось семь человек. Всего за время существования Государственной думы от губернии было выбрано 28 человек. Среди них было 13 крестьян, 1 мещанин, 3 крупных землевладельца, а также 1 помещик. Также было 2 присяжных поверенных и 3 юриста, 1 ксёндз, 2 протоиерея и 2 предводителя дворянства, а также 1 лесничий, 1 инспектор народных училищ и 1 член гродненского окружного суда.
Из 28 человек 8 было беспартийными, 4 человека были членами Трудовой группы, двое — членами Западных окраин группы, 1 человек — членом Польского кола, 5 человек состояли в Русской национальной фракции, 6 человек — в фракции русских националистов и умеренно-правых, и по одному человеку состояло в Группе умеренных и Прогрессивной партии.

## Депутаты
| Легенда |
| --- |
| Член Трудовой группы Член группы Западных окраин Член Группы умеренных Член Польского коло Член Прогрессивной партии Член Русской национальной фракции Член фракции русских националистов и умеренно-правых Беспартийный |

| Портрет                         | Портрет                                       | Депутат                            | Годы жизни           | Статус                                                                           | Партийность                      | И.     |
| ------------------------------- | --------------------------------------------- | ---------------------------------- | -------------------- | -------------------------------------------------------------------------------- | -------------------------------- | ------ |
| Государственная дума I созыва   |                                               |                                    |                      |                                                                                  |                                  |        |
|                                 | Портрет Ерогина Михаила Михайловича           | Ерогин Михаил Михайлович           | 1856 — неизвестно    | землевладелец, Белостокский уездный предводитель дворянства, отставной полковник | беспартийный                     | [ 1 ]  |
|                                 | Портрет Жуковского Мартина Мартиновича        | Жуковский Мартин Мартинович        | 1866—1957            | крестьянин, земледелец                                                           | трудовик                         | [ 2 ]  |
|                                 | Портрет Кондрашука Семёна Петровича           | Кондрашук Семён Петрович           | 1876 — неизвестно    | крестьянин, земледелец                                                           | трудовик                         | [ 4 ]  |
|                                 | Портрет Куропацкого Антона Васильевича        | Куропацкий Антон Васильевич        | 1868—1919            | крестьянин, земледелец                                                           | трудовик                         | [ 7 ]  |
|                                 | Портрет Острогорского Моисея Яковлевича       | Острогорский Моисей Яковлевич      | 1854—1921            | юрист                                                                            | беспартийный                     | [ 9 ]  |
|                                 | Портрет Сонгайло Антона Николаевича           | Сонгайло Антон Николаевич          | 1867 — не ранее 1939 | декан, ксёндз                                                                    | автономист                       | [ 10 ] |
|                                 | Портрет Якубсона Владимира Романовича         | Якубсон Владимир Романович         | 1861 — после 1917    | присяжный поверенный, юрист                                                      | трудовик                         | [ 11 ] |
| Государственная дума II созыва  |                                               |                                    |                      |                                                                                  |                                  |        |
|                                 | Портрет Демидюка Михаила Фёдоровича           | Демидюк Михаил Фёдорович           | 1874 — неизвестно    | крестьянин, землепашец                                                           | беспартийный                     | [ 13 ] |
|                                 | Портрет Лепешко Евфимия Игнатьевича           | Лепешко Евфимий Игнатьевич         | 1867 — неизвестно    | крестьянин                                                                       | умеренный                        | [ 14 ] |
|                                 | Портрет Лопатина Павла Петровича              | Лопатин Павел Петрович             | 1863 — неизвестно    | помещик                                                                          | беспартийный                     | [ 16 ] |
|                                 | Портрет Макаревича Захария Лаврентьевича      | Макаревич Захарий Лаврентьевич     | 1873 — неизвестно    | крестьянин, землепашец                                                           | беспартийный                     | [ 18 ] |
|                                 | Портрет Санцевича Антона Михайловича          | Санцевич Антон Михайлович          | 1881 — неизвестно    | мещанин                                                                          | беспартийный                     | [ 20 ] |
|                                 | Портрет Седляра Сергея Емельяновича           | Седляр Сергей Емельянович          | 1860 — неизвестно    | крестьянин                                                                       | беспартийный                     | [ 22 ] |
|                                 | Портрет Ячиновского Станислава Станиславовича | Ячиновский Станислав Станиславович | 1856—1920            | присяжный поверенный, юрист                                                      | автономист                       | [ 24 ] |
| Государственная дума III созыва |                                               |                                    |                      |                                                                                  |                                  |        |
|                                 | Портрет Бича Василия Акимовича                | Бич Василий Акимович               | 1861 — неизвестно    | лесничий                                                                         | прогрессист                      | [ 25 ] |
|                                 | Портрет Войцюлика Игнатия Викентьевича        | Войцюлик Игнатий Викентьевич       | 1862 — неизвестно    | крестьянин                                                                       | националист                      | [ 26 ] |
|                                 | Портрет Гаврилюка Власа Львовича              | Гаврилюк Влас Львович              | 1867 — неизвестно    | крестьянин                                                                       | националист                      | [ 27 ] |
|                                 | Портрет Есьмана Владислава Казимировича       | Есьман Владислав Казимирович       | 1859—1938            | землевладелец                                                                    | автономист                       | [ 29 ] |
|                                 | Портрет Кузьминского Владимира Михайловича    | Кузьминский Владимир Михайлович    | 1865 — после 1917    | протоиерей                                                                       | националист                      | [ 29 ] |
|                                 | Портрет Тычинина Василия Константиновича      | Тычинин Василий Константинович     | 1864 — неизвестно    | инспектор народных училищ                                                        | националист                      | [ 30 ] |
|                                 | Портрет Янушкевича Бориса Семёновича          | Янушкевич Борис Семёнович          | 1872 — неизвестно    | крестьянин                                                                       | националист                      | [ 31 ] |
| Государственная дума IV созыва  |                                               |                                    |                      |                                                                                  |                                  |        |
|                                 | Портрет Гришковского Якова Игнатьевича        | Гришковский Яков Игнатьевич        | 1864 — после 1928    | протоиерей                                                                       | националист                      | [ 32 ] |
|                                 | Портрет Лошкейта Фёдора Ивановича             | Лошкейт Фёдор Иванович             | 1846—1931            | член гродненского окружного суда                                                 | примыкал к фракции прогрессистов | [ 33 ] |
|                                 | Портрет Ознобишина Алексея Александровича     | Ознобишин Алексей Александрович    | 1869—1929            | камер-юнкер Высочайшего Двора, землевладелец                                     | националист                      | [ 34 ] |
|                                 | Портрет Песляка Павла Демьяновича             | Песляк Павел Демьянович            | 1873 — после 1917    | крестьянин                                                                       | националист                      | [ 35 ] |
|                                 | Портрет Сафонова Петра Африкановича           | Сафонов Пётр Африканович           | 1877—1928            | уездный предводитель дворянства                                                  | националист                      | [ 36 ] |
|                                 | Портрет Сидорука Василия Филипповича          | Сидорук Василий Филиппович         | 1873 — после 1917    | крестьянин                                                                       | националист                      | [ 37 ] |
|                                 | Портрет Тарасевича Тимофея Яковлевича         | Тарасевич Тимофей Яковлевич        | 1861 — после 1917    | крестьянин                                                                       | националист                      | [ 38 ] |